# Лерум
Лерум (швед. Lerum) град је у Шведској, у југозападном делу државе. Град је у оквиру Вестра Јеталанд округа и једно од значајнијих средишта округа. Лерум је истовремено и седиште истоимене општине.
Лерум је данас источно предграђе Гетеборга.

## Природни услови
Град Лерум се налази у југозападном делу Шведске и Скандинавског полуострва. Од главног града државе, Стокхолма, град је удаљен 460 км југозападно. Од првог већег града, Гетеборга, град се налази свега 20 км источно.
Лерум се развио у невеликој долини речице Севеон, која се пар километара ниже улива у реку Јета Алв у Гетеборгу. Близу града се налази и језеро Аспен. Градско подручје је бреговито, са надморском висином од 15-70 м.

## Историја
Подручје Лерума било је насељено још у време праисторије. Данашње насеље се први пу јавља у 17. веку, али дуго није имало већи значај.
Од средине 20. века Лерум се, услед ширења градског подручја Гетеборга, почео нагло развијати и данас је прерастао у његово велико предграђе. Насеље је постало важна тема светских гласила 1987. године када ту десио велики судар возова.

## Становништво
Лерум је данас град средње величине за шведске услове. Град има око 17.000 становника (податак из 2010. г.), а градско подручје, тј. истоимена општина има око 39.000 становника (податак из 2012. г.). Последњих деценија број становника у граду брзо расте.
До средине 20. века Лерум су насељавали искључиво етнички Швеђани. Међутим, са јачањем усељавања у Шведску, становништво града је постало шароликије.

## Привреда
Данас је Лерум савремени град са посебно развијеном индустријом. Последње две деценије посебно се развијају трговина, услуге и туризам.

## Збирка слика
- Стари мост
- Железничка станица у Леруму
- Стари део Лерума
- Главна аутобуска станица